# هيساتو ساتو
هيساتو ساتو، من مواليد 12 مارس 1982 في سايتاما في اليابان، لاعب كرة قدم ياباني.
بدأ مسيرته الكروية مع نادي جيف يونايتد في عام 2000، ولعب معهم حتى عام 2001، وشارك معهم في 22 مباراة وسجل هدفين، وفي عام 2002 لعب مع نادي سيريزو أوساكا، ولعب معهم 13 مباراة وسجل هدفين، وفي عام 2003 انتقل إلى نادي فيغالتا سينداي، ولعب معهم حتى عام 2004، وشارك معهم في 74 مباراة وسجل 29 هدف، ومنذ عام 2005 وهو يلعب مع نادي سانفرينس هيروشيما.
و قد بدأ باللعب مع منتخب اليابان لكرة القدم في عام 2006.

## روابط خارجية
- هيساتو ساتو على موقع الاتحاد الدولي (مؤرشف)  (الإنجليزية)
- هيساتو ساتو على موقع رابطة كرة القدم اليابانية للمحترفين (اليابانية)
- هيساتو ساتو على موقع قاعدة بيانات كرة القدم.إي يو (الإنجليزية)
- هيساتو ساتو على موقع ناشيونال فوتبول تيمز (الإنجليزية)
- هيساتو ساتو على موقع Soccerway.com (الإنجليزية)
- هيساتو ساتو على موقع عالم كرة القدم.نت (الإنجليزية)
- هيساتو ساتو على موقع كووورة
- هيساتو ساتو على موقع AS.com (الإسبانية)